# Octobre 1939 (guerre mondiale)
Chronologie de la Seconde Guerre mondiale
Septembre 1939 - Octobre 1939 -  Novembre 1939
- 1er octobre : 
  - Début de la conscription des hommes britanniques âgés de 20 à 22 ans.

- 2 octobre : 
  - Les forces polonaises défendant la péninsule de Hel se rendent aux forces allemandes.
  - Début de la Bataille de Kock.

- 4 octobre :
  - Maurice Thorez, responsable du Parti communiste français et mobilisé en tant que soldat, déserte et rejoint l'URSS, alors signataire du Pacte germano-soviétique.

- 5 octobre : 
  - Fin de la Bataille de Kock, dernière bataille de la défense polonaise, entre le groupe de Polésie sous les ordres du général Franciszek Kleeberg et les forces allemandes.
  - Varsovie : "Führerparade" de la Wehrmacht devant Adolf Hitler et les généraux.

- 6 octobre : 
  - Hitler propose la paix à la France et au Royaume-Uni, offre qui est repoussée le 10 par Daladier[1] et 12 par Chamberlain[2].

- 8 octobre :
  - Arrestation en France de 33 parlementaires communistes.

- 9 octobre : 
  - Hitler ordonne la préparation de l'invasion du Benelux et de la France.

- 10 octobre : 
  - Annexion de Vilnius à la Lituanie, après la défaite polonaise.

- 11 octobre : 
  - 138 000 soldats britanniques débarquent en France.
  - Le premier ministre français Édouard Daladier repousse les offres de paix d'Adolf Hitler.

- 12 octobre : 
  - Un décret d’Hitler crée le Gouvernement Général sur les terres polonaises occupées par les Allemands mais non rattachées au Reich ; Hans Frank est nommé gouverneur du Gouvernement Général. Les expulsions commencent dans le Warthegau.
  - Début de la déportation des Juifs allemands vers Vienne et Prague.

- 14 octobre :
  - Torpillage du cuirassé britannique Royal Oak par un sous-marin allemand. Sur les quelque 1 200 hommes d'équipage, seulement 378 sont rescapés.

- 16 octobre : 
  - Évacuation de Forbach par l'Armée française. Cette opération allemande qui contraint à ce repli français est le pendant allemand de l'action menée en Sarre par quelques compagnies françaises. Ces escarmouches qui coûtent tout de même la vie à plus de 10 000 soldats restent les seuls faits d'armes de la « drôle de guerre ».

- 18 octobre : 
  - Quatre jours après le spectaculaire perte du cuirassée Royal Oak, Winston Churchill déclare qu'un tiers des sous-marins allemands a déjà été coulé.

- 24 octobre :
  - Les troupes françaises occupant des enclaves en Allemagne depuis le 6 septembre se replient derrière la Ligne Maginot. C'est une décision « stratégique », alors que ces positions n'étaient pas menacées par les Allemands.

- 25 octobre :
  - En Pologne, des administrations civiles allemandes remplacent la Wehrmacht, qui jusqu'alors, la plaçait sous autorité militaire.

- 28 octobre :
  - Les SS demandent au gouvernement allemand de faire porter l'étoile jaune aux Juifs.